# القرية (حجة)

تعديل مصدري - تعديل

القرية هي إحدى قرى عزلة جبل عيان بمديرية حجة التابعة لمحافظة حجة، بلغ تعداد سكانها 94 نسمة حسب تعداد اليمن لعام 2004.